# Star Tours - L'aventura continua
Star Tours – L'Aventura Continua és una atracció localitzada als estudis de Hollywood de Disney, Disneyland, Tòquio Disneyland, i Disneyland Paris. Situat a l'univers de Star Wars, Star Tours – L'Aventura Continua porta als passatgers en un viatge turbulent a través de la galàxia de l'univers creat per George Lucas, mentre els droids C-3PO i R2-D2 intenten, de forma segura, fugir de l'Imperi Galàctic i portar als visitants a la base de l'Aliança de Rebel.